# Microhylinae
As microhilidae são rãs (hilydae) de pequeno porte, com corpo globoso e cabeça muito pequena. Podem viver no solo sob o folhiço e detritos.

## Géneros
- Adelastes Zweifel, 1986.
- Altigius Wild, 1995.
- Arcovomer Carvalho, 1954.
- Chaperina Mocquard, 1892.
- Chiasmocleis Méhely, 1904.
- Ctenophryne Mocquard, 1904.
- Dasypops Miranda-Ribeiro, 1924.
- Dermatonotus Méhely, 1904.
- Elachistocleis Parker, 1927.
- Gastrophryne Fitzinger, 1843.
- Gastrophrynoides Noble, 1926.
- Glyphoglossus Günther, 1869.
- Hamptophryne Carvalho, 1954.
- Hyophryne Carvalho, 1954.
- Hypopachus Keferstein, 1867.
- Kalophrynus Tschudi, 1838.
- Kaloula Gray, 1831.
- Metaphrynella Parker, 1934.
- Microhyla Tschudi, 1838.
- Micryletta Dubois, 1987.
- Myersiella Carvalho, 1954.
- Nelsonophryne Frost, 1987.
- Otophryne Boulenger, 1900.
- Phrynella Boulenger, 1887.
- Ramanella Rao & Ramanna, 1925.
- Relictivomer Carvalho, 1954.
- Stereocyclops Cope, 1870.
- Synapturanus Carvalho, 1954.
- Syncope Walker, 1973.
- Uperodon Duméril & Bibron, 1841.